# Werner Schwärzel
Werner Schwärzel (Lahr/Schwarzwald, 6 settembre 1948) è un pilota motociclistico tedesco vincitore di 1 titolo nel motomondiale nei sidecar.

## Carriera
Ha gareggiato nel motomondiale dal 1973 al 1985 con vari passeggeri, Karl-Heinz Kleis, Andreas Huber e Fritz Buck, ottenendo il titolo iridato con Huber nel motomondiale 1982.
Nella sua carriera ha utilizzato anche vari tipi di sidecar, iniziando con i König, con cui ha ottenuto la sua prima vittoria mondiale in occasione del Gran Premio motociclistico di Germania 1974; questa vittoria viene anche ricordata per essere stata la prima ottenuta con un motore a due tempi.
Già nei primi anni di carriera è giunto per quattro volte consecutive al secondo posto, ma ha dovuto attendere il 1982 per ottenere il titolo, ottenuto curiosamente in un anno in cui non ha ottenuto alcuna vittoria; poi, nell'ultimo anno di gare, è giunto alla fine della stagione con gli stessi punti dell'equipaggio Egbert Streuer/Bernard Schnieders che hanno ottenuto però il titolo in virtù del maggior numero di successi ottenuti nella stagione.
Negli stessi anni in cui ha partecipato al mondiale, ha ottenuto anche 10 titoli nazionali tedeschi.
In totale si è imposto in 10 occasioni nei singoli gran premi, salendo per 52 volte sul podio.

## Risultati nel motomondiale
| 1973 | Classe  | Moto  |   |   |   |    |   |    |   |     |   |    |  |    |  |  | Punti | Pos. |
| ---- | ------- | ----- | - | - | - | -- | - | -- | - | --- | - | -- |  | -- |  |  | ----- | ---- |
| 1973 | sidecar | König | 3 | 5 | 2 | AN | - | NE | 3 | Rit | 3 | NE |  | NE |  |  | 48    | 2º   |

| 1974 | Classe  | Moto  |   |   |   |     |  |   |   |    |    |   |    |    |  |  | Punti   | Pos. |
| ---- | ------- | ----- | - | - | - | --- |  | - | - | -- | -- | - | -- | -- |  |  | ------- | ---- |
| 1974 | sidecar | König | 2 | 1 | 2 | Rit |  | 5 | 3 | NE | NE | 1 | NE | NE |  |  | 64 (70) | 2º   |

| 1975 | Classe  | Moto  |   |    |     |   |    |  |   |     |    |    |   |    |  |  | Punti | Pos. |
| ---- | ------- | ----- | - | -- | --- | - | -- |  | - | --- | -- | -- | - | -- |  |  | ----- | ---- |
| 1975 | sidecar | König | 2 | NE | Rit | 2 | AN |  | 1 | Rit | NE | NE | 1 | NE |  |  | 54    | 2º   |

| 1976 | Classe  | Moto  |    |   |    |    |  |   |   |    |    |   |   |    |  |  | Punti   | Pos. |
| ---- | ------- | ----- | -- | - | -- | -- |  | - | - | -- | -- | - | - | -- |  |  | ------- | ---- |
| 1976 | sidecar | König | 11 | 2 | NE | NE |  | 4 | 2 | NE | NE | 2 | 1 | NE |  |  | 51 (59) | 2º   |

| 1977 | Classe  | Moto     |    |   |   |    |    |     |    |   |   |    |    |     |   |  | Punti | Pos. |
| ---- | ------- | -------- | -- | - | - | -- | -- | --- | -- | - | - | -- | -- | --- | - |  | ----- | ---- |
| 1977 | sidecar | ARO-Fath | NE | 5 | - | NE | NE | Rit | NE | 3 | 1 | NE | NE | Rit | 1 |  | 46    | 3º   |

| 1978 | Classe  | Moto     |    |    |     |   |   |   |     |    |    |     |   |     |    |  | Punti | Pos. |
| ---- | ------- | -------- | -- | -- | --- | - | - | - | --- | -- | -- | --- | - | --- | -- |  | ----- | ---- |
| 1978 | sidecar | ARO-Fath | NE | NE | Rit | 6 | 2 | 1 | Rit | NE | NE | Rit | 1 | Rit | NE |  | 47    | 4º   |

| 1979 | Classe  | Moto   |    |   |   |    |    |    |   |   |   |    |   |   |    |  | Punti | Pos. |
| ---- | ------- | ------ | -- | - | - | -- | -- | -- | - | - | - | -- | - | - | -- |  | ----- | ---- |
| 1979 | sidecar | Yamaha | NE | 6 | 7 | NE | NE | NE | - | - | 2 | NE | 4 | 3 | NE |  | 39    | 6º   |

| 1980 | Classe  | Moto     |    |    |   |   |   |   |   |   |   |   |  |  |  |  | Punti | Pos. |
| ---- | ------- | -------- | -- | -- | - | - | - | - | - | - | - | - |  |  |  |  | ----- | ---- |
| 1980 | sidecar | ?-Yamaha | NE | NE | 3 | 5 | 5 | 5 | 2 | - | 5 | 9 |  |  |  |  | 48    | 5º   |

| 1981 | Classe  | Moto          |    |   |   |    |   |   |    |   |   |    |   |   |   |   | Punti | Pos. |
| ---- | ------- | ------------- | -- | - | - | -- | - | - | -- | - | - | -- | - | - | - | - | ----- | ---- |
| 1981 | sidecar | Seymaz-Yamaha | NE | 4 | 3 | NE | - | - | NE | - | 6 | NE | 7 | 3 | 5 | 4 | 51    | 5º   |

| 1982 | Classe  | Moto          |    |   |    |    |    |   |   |    |   |   |   |   |   |   | Punti | Pos. |
| ---- | ------- | ------------- | -- | - | -- | -- | -- | - | - | -- | - | - | - | - | - | - | ----- | ---- |
| 1982 | sidecar | Seymaz-Yamaha | NE | 3 | NE | NE | NE | 3 | 4 | NE | 2 | 2 | 3 | 2 | 2 | 6 | 86    | 1º   |

| 1983 | Classe  | Moto          |    |   |    |   |    |   |    |   |   |   |   |   |  |  | Punti | Pos. |
| ---- | ------- | ------------- | -- | - | -- | - | -- | - | -- | - | - | - | - | - |  |  | ----- | ---- |
| 1983 | sidecar | Seymaz-Yamaha | NE | 3 | NE | - | NE | 2 | NE | 2 | 4 | 6 | 3 | 3 |  |  | 67    | 3º   |

| 1984 | Classe  | Moto       |    |    |    |   |   |   |    |   |   |   |   |    |  |  | Punti | Pos. |
| ---- | ------- | ---------- | -- | -- | -- | - | - | - | -- | - | - | - | - | -- |  |  | ----- | ---- |
| 1984 | sidecar | LCR-Yamaha | NE | NE | NE | 2 | 4 | 4 | NE | 3 | 2 | 3 | 2 | NE |  |  | 72    | 2º   |

| 1985 | Classe  | Moto       |    |    |   |    |   |    |   |   |   |    |   |    |  |  | Punti | Pos. |
| ---- | ------- | ---------- | -- | -- | - | -- | - | -- | - | - | - | -- | - | -- |  |  | ----- | ---- |
| 1985 | sidecar | LCR-Yamaha | NE | NE | 1 | NE | 2 | NE | 2 | 3 | 2 | AN | 2 | NE |  |  | 73    | 2º   |

| Legenda | 1º posto        | 2º posto            | 3º posto            | A punti      | Senza punti        | Grassetto – Pole position Corsivo – Giro più veloce |
| Legenda | Gara non valida | Non qual./Non part. | Ritirato/Non class. | Squalificato | '-' Dato non disp. | Grassetto – Pole position Corsivo – Giro più veloce |